# ابوبکر محمد اصفهانی
ابوبکر، کنیه‌ای و محمد، نامی و اصفهانی، نسبی است؛ این چینش تبارنامه‌ای برای این افراد کاربرد دارد:
- ابن فورک
- ابوبکر محمد بن داوود اصفهانی